# Savelugu
Savelugu ist ein Ort in der Northern Region im westafrikanischen Staat Ghana und Hauptstadt des Savelugu/Nanton District.

## Bevölkerung
Bei der letzten Volkszählung des Landes vom 26. März 2000 lebten 24.937 Einwohner in der Stadt. Hochrechnungen zum 1. Januar 2007 schätzen die Bevölkerung auf 30.529 Einwohner. Noch bei der Volkszählung des Jahres 1984 wurden 16.965 Einwohner aufgeführt. Noch im Jahr 1970 lag die Bevölkerungszahl bei 9.895 Einwohnern.
Aktuell liegt die Stadt an der 49. Stelle der Liste der größten Städte in Ghana.